# Volker Kronseder
Volker Kronseder (* 12. Oktober 1953 in Neutraubling) ist ein deutscher Unternehmer, Stiftungsvorstand der VMAX Familienstiftung und Aufsichtsratsvorsitzender der Krones AG. 

## Leben und Wirken
Als ältester von vier Söhnen des Unternehmers Hermann Kronseder wuchs er in Neutraubling in der Oberpfalz auf. Sein Studium des Wirtschaftsingenieurwesens schloss er als Dipl.-Wirtschaftsingenieur (FH) in München ab.
1981 stieg er in die von seinem Vater gegründete Krones AG ein, dem damals weltweiten Marktführer von Getränkeabfüll- und Verpackungsmaschinen. Bis 1983 arbeitete er bei der brasilianischen Tochtergesellschaft Krones S.A. in São Paulo.
Von 1984 bis 1988 war er als Prokurist am Firmensitz der Krones AG tätig. Dort war er zuständig für die Bereiche Personal, EDV und Werbung.
Von 1985 an war er 18 Jahre stellvertretender Vorsitzender innerhalb der Aufbaugemeinschaft für Industrie, Handwerk und Handel e.V., von 2003 bis Dezember 2019 für 16 Jahre Vorsitzender. Die Aufbaugemeinschaft stellt eine Wirtschaftsvertretung für die Stadt Neutraubling dar.
Ab November 1988 wurde er stellvertretendes Vorstandsmitglied der Krones AG. Ein Jahr später, 1989, wurde er Vorstandsmitglied des Kaufmännischen Vorstandes. Von Januar 1996 bis Ende 2015 war er Vorstandsvorsitzender der Krones AG. Sein Wirken für das Unternehmen zeigte sich unter anderem im Abbau von Überkapazitäten, der Verlagerung des Produktangebotes von der Maschinenherstellung hin zur Produktion kompletter Anlagen und in einer Neustrukturierung der Krones AG in die Geschäftsbereiche Brautechnik, Pasteurisierungssysteme, Prozessautomatisierung, sowie Klebstoffe für Etiketten und Verpackungen.
Am 11. Juli 2003 wurde ihm von der Fakultät für Maschinenwesen der Technischen Universität München die Ehrendoktorwürde (Dr.-Ing. E. h.), in Anerkennung seiner außergewöhnlichen Leistungen und Ideen zu Forschung und Entwicklung innovativer Abfüllanlagen und Kunststoffmaschinen und bei der Unternehmensführung, verliehen.
2005 wurde er zum Vorsitzenden des Fachverbandes für Nahrungsmittel- und Verpackungsmaschinen innerhalb des Verbandes Deutscher Maschinen- und Anlagenbau (VDMA) gewählt. Weiterhin ist er Mitglied des engeren Vorstandes des VDMA sowie Vorstandsmitglied der VDMA Landesgruppe Bayern.
2020 erhielt er die Ehrenbürgerwürde der Stadt Neutraubling.
Kronseder ist verheiratet und hat zwei Kinder.

## Auszeichnungen
- 2002: Bayerischer Bierorden
- 2012 „Pour le Mérite“ Bayerischer Verdienstorden